# Laundry Service
Laundry Service is het eerste Engelstalige album van de Colombiaanse popster Shakira. Het werd uitgebracht in 2001 en was een internationale hit. Het album is ongeveer dertien miljoen keer verkocht. Het album en de singles ervan scoorden over de gehele wereld hoog.

## Tracklist
1. "Objection (Tango)" (Shakira) - 3:44
2. "Underneath Your Clothes" (Mendez/Shakira) - 3:45
3. "Whenever, Wherever" (G. Estefan/Mitchell/Shakira) - 3:16
4. "Rules" (Mendez/Shakira) - 3:40
5. "The One" (Ballard/Shakira) - 3:43
6. "Ready For The Good Times" (Mendez/Shakira) - 4:14
7. "Fool" (Buckley/Shakira) - 3:51
8. "Te Dejo Madrid" (Mitchell/Noriega/Shakira) - 3:07
9. "Poem To A Horse" (Ochoa/Shakira) - 4:09
10. "Que Me Quedes Tú" (Ochoa/Shakira) - 4:48
11. "Eyes Like Yours (Ojos Así)" (G. Estefan/Flores/Garza/Shakira) - 3:58
12. "Suerte (Whenever, Wherever)" (Mitchell/Shakira) - 3:16
13. "Te Aviso, Te Anuncio (Tango)" (Shakira) - 3:43

## Singles
- Whenever, Wherever / Suerte
- Underneath Your Clothes
- Te Dejo Madrid
- Objection (Tango) / Te Aviso, Te Anuncio (Tango)
- The One
- Que Me Quedes Tú
- Fool (alleen in Brazilië)